# Гендерный дисплей
Гендерный дисплей (англ. gender advertisement) — понятие, предложенное американским социологом Ирвингом Гофманом для объяснения различных аспектов взаимодействия людей. Оно отражает различные проявления принадлежности к определенному гендеру, проявляющиеся в межличностной коммуникации и социальном взаимодействии.

## Теоретические предпосылки
Понятие гендерного дисплея вошло в гендерную психологию и социологию благодаря американскому исследователю, социологу Ирвингу Гофману. Им была разработана теория социальной драматургии, которая впервые упоминается в его книге, вышедшей в 1959 году, «Представление себя другим в повседневной жизни». Эта теория тесно перекликается с другой социологической теорией — символическим интеракционизмом. В своей работе Гофман концентрируется на анализе различных форм взаимодействия, описывая которые, он ссылается на присутствие в нашей жизни определенных ритуалов. Исполняя эти ритуалы, люди выбирают себе «роль» и «надевают маски». Гофман выделяет произвольное и непроизвольное самовыражение, последнее обычно бывает, когда мы допускаем какие-либо ошибки во взаимодействии. Под ритуалами понимаются некие формальные, конвенционализированные акты, с помощью которых индивид создает, а затем транслирует свое отношение к другому.
В ситуации самопрезентации и взаимодействия с другими людьми «роль» формируется под влиянием социального положения, этнической идентичности, религиозных и культурных воззрений, возрастных, а также половых особенностей. Для демонстрации своей принадлежности к тому или иному полу, используется гендерный дисплей.

Вариант сугубо человеческих дисплеев таким образом будет выглядеть сходно: предположим, что все в поведении индивидуума, включая его внешность, информирует свидетелей его демонстраций, говорит им нечто важное о его социальной идентичности, о его настроении, намерениях и жизненных планах, о том, как индивидуум относится к свидетелям демонстрации. В каждой культуре характерный ряд такого рода индикативного поведения и внешности становится специализированным, повергается формализации…
— И. Гофман, «Гендерный дисплей»

## Характеристики дисплеев
1. Дисплеи несут в себе характер диалога: сначала один индивид продуцирует выражение своей роли, а затем другой индивид генерирует ответную реакцию. Соответственно, дисплеи могут быть как симметричными (например, когда оба участника взаимодействия называют друг друга по имени[5]), так и асимметричными (например, когда мы имеем дело с неравными социальными статусами[5]).
2. Дисплеи достаточно многообразны в своих проявлениях, так как спектр ситуаций социального взаимодействия очень широк.
3. Существует особый вид дисплеев — идентификационные, служащие для того, чтобы другие участники взаимодействия могли опознать в своих партнерах принадлежность к конкретным видам социальной идентичности[5].
4. В самом дисплее могут быть закодированы различные виды социальной информации.
5. Дисплеи могут быть формализованными в разной степени: например, ситуации приветствия являются четко формальными видами взаимодействия и зависят от формы и обстоятельств.
6. Повседневные дисплеи не обладают функцией репрезентации особых социальных взаимоотношений: например, «социальный поцелуй», который практикуется между родственниками и близкими друзьями, используется только для информирования окружающих о близких отношениях[5].
7. Человеческие дисплеи обладают произвольностью, они сознательно разрабатываются и используются в различных ситуациях.

## Концепция гендерного дисплея
Концепция гендерного дисплея основывается на разделении понятий «пол» и «гендер». Если пол понимается как биологическая характеристика, в основе которой лежат анатомические и физиологические различия между мужчинами и женщинами, то гендер выступает как достигаемый статус, который конструируется психологически, культурно и социально. Гендер не сводится только лишь к исполнению «ролей», он имеет свои особые механизмы. Именно поэтому Ирвином Гофманом была предложена теория гендерного дисплея, как один из вариантов объяснения сложного феномена гендерной самопрезентации и восприятия. Таким образом, приписывание пола партнеру по взаимодействию осуществляется на основании проявлений гендера, которые выражаются с помощью дисплея. Под дисплеем понимается весь спектр проявлений фемининных и маскулинных характеристик, проявляемых в социальном взаимодействии. При этом, осуществляется так называемая социальная категоризация. Категоризация по полу является обязательной составляющей любого коммуникативного акта. Сам дисплей проявляется в телесности, поведенческих стилях и содержании общения.
Важно понимать, что гендерный дисплей не является проявлением биологических особенностей женщин и мужчин, это культурно и социально детерминированный конструкт. Согласно теории, дисплей позволяет людям вписываться в социум и коммуникативные практики, благодаря наличию дисплея люди могут репрезентировать себя и идентифицировать других партеров по взаимодействию. Так как дисплей является продуктом социума, важно понимать, что если его проявления выходят за общепринятые нормы конкретного общества, возникает ситуация конфликта.
Для того, чтобы подчеркнуть тот факт, что гендерная самопрезентация регулируется обществом, Гофман ввел понятие формального конвенционального акта — модели поведения, которая уместна в конкретной ситуации взаимодействия, исполнителями которой являются социально-компетентные индивидуумы, которые включены в социальный порядок данного общества. Конвенциональный акт является мерой защиты от взаимодействия с социально-некомпетентными членами общества.